# Pikule (województwo świętokrzyskie)
Pikule – osada w Polsce, w województwie świętokrzyskim, w powiecie koneckim, w gminie Fałków.
Do 2023 miejscowość była przysiółkiem wsi Smyków.
W latach 1975–1998 miejscowość położona była w województwie piotrkowskim.
W 2011 miejscowość zamieszkiwało 18 osób.
Wierni Kościoła rzymskokatolickiego należą do parafii Nawiedzenia Najświętszej Maryi Panny i św. Mikołaja w Czermnie.